# Danny Carvajal
Ne doit pas être confondu avec Dani Carvajal.
Danny Gabriel Carvajal Rodríguez, né le 8 janvier 1989 à San Ramón au Costa Rica, est un joueur de football costaricien qui joue au poste de gardien de but à l'AD San Carlos.

## Biographie

### Carrière en club
Avec le club du Deportivo Saprissa, il participe à la Ligue des champions de la CONCACAF.
Son plus grand exploit est son arrêt face au FC Barcelone le 23 Décembre 2017, qui a fait le tour du monde.

### Carrière en sélection
Avec l'équipe du Costa Rica, il figure dans le groupe des sélectionnés lors de la Copa América de 2011, puis lors de la Gold Cup de 2015. Le Costa Rica atteint les quarts de finale de la Gold Cup 2015, en étant éliminé par le Mexique.

## Palmarès
| Brujas - Championnat du Costa Rica (1) : - Champion : 2009 (Ouverture). | Deportivo Saprissa - Championnat du Costa Rica (2) : - Champion : 2014 (Clôture) et 2014 (Ouverture). - Coupe du Costa Rica (1) : - Vainqueur : 2013. |